# Robert MacIntyre
Robert Duncan MacIntyre (Oban, 3 augustus 1996) is een Schotse golfprofessional die momenteel uitkomt op de Europese PGA Tour.

## Amateur
MacIntyre had een succesvolle amateurcarrière. In 2013 won hij zowel het Scottish Youths Championship als het Scottish Boys Open Stroke-Play Championship. In 2015 won hij de Scottish Amateur.
In 2014 verhuisde MacIntyre naar de Verenigde Staten om tot 2015 te studeren en golfen aan de McNeese State University.

## Professional
MacIntyre besloot eind 2017 om professional te worden, en in oktober van dat jaar speelde hij zijn eerste twee toernooien op de MENA Golf Tour. Tijdens deze toernooien werd hij respectievelijk gedeeld derde in het Jordan's Ayla Golf Championship en won hij het Sahara Kuwait Championship.
In november 2017 haalde MacIntyre het laatste toernooi van de Europese PGA Tour Q-school. Hij eindigde op een gedeelde 37e plaats en verdiende daarmee een Challenge Tour-kaart voor het seizoen 2018. Na enkele top-10 resultaten in het najaar van 2018 eindigde MacIntyre op een 12e plaats in de Challenge Tour Order of Merit, waarmee hij een plaats op de Europese PGA Tour in 2019 verdiende.
In juli 2019 maakte MacIntyre zijn The Open Championship-debuut bij Royal Portrush en verbaasde hij iedereen door op een gedeelde zesde plaats te eindigen. Op 14 oktober van dat jaar werd MacIntyre voor het eerst de hoogst geplaatste Schot op de Official World Golf Ranking door zijn vierde plaats op de Italian Open. MacIntyre eindigde het seizoen als de best geplaatste rookie in de Race to Dubai-ranglijst (door een 11e plaats), wat hem de Sir Henry Cotton Rookie of the Year Award opleverde.
In november 2020 won MacIntyre zijn eerste Europese PGA Tour-titel op het Aphrodite Hills Cyprus Showdown. In september 2022 won MacIntyre zijn tweede Europese PGA Tour-titel op het DS Automobiles Italian Open.
In september 2023 kwalificeerde MacIntyre zich voor het Europese team voor de Ryder Cup. The Europese team won met 16,5–11,5 en MacIntyre scoorde een 2–0–1, inclusief een overwinning tijdens de singlewedstrijd op de zondag tegen Wyndham Clark.

## Gewonnen toernooien

### MENA Golf Tour
- Sahara Kuwait Championship (2017)

### Europese PGA Tour
- Aphrodite Hills Cyprus Showdown (2022)
- DS Automobiles Italian Open (2022)

### Kampioenschappen
- Ryder Cup (2023)